# William Edwin Safford
William Edwin Safford (Chillicothe, Ohio, 14 de dezembro de 1859 – 10 de janeiro de 1926) foi um botânico e etnólogo norte-americano. Foi vice-governador de Guam de 1899 a 1900.